# Bubacar Djaló
Bubacar Djaló (Guinea-Bisáu, 2 de febrero de 1997) es un futbolista portugués. Su posición es la de mediocampista y su equipo el Rochester New York F. C. de la MLS Next Pro.

## Trayectoria
El 26 de enero de 2022 se hace oficial su rescisión de contrato con el HJK Helsinki. Unos días después se fue a los Estados Unidos para jugar en el Rochester New York F. C.

## Selección nacional
Ha sido convocado para las categorías sub-18 y sub-19 de Portugal.

## Estadísticas

### Clubes
Actualizado al último partido jugado el 24 de septiembre de 2022.
| Sporting de Lisboa "B" Portugal | 2.ª           | 2015-16       | 7  | 0 | -  | - | - | - | 7   | 0 | 0    |
| Sporting de Lisboa "B" Portugal | 2.ª           | 2016-17       | 18 | 0 | -  | - | - | - | 18  | 0 | 0    |
| Sporting de Lisboa "B" Portugal | 2.ª           | 2017-18       | 16 | 0 | -  | - | - | - | 16  | 0 | 0    |
| Sporting de Lisboa "B" Portugal | Total         | Total         | 41 | 0 | 0  | 0 | 0 | 0 | 41  | 0 | 0    |
| Klubi-04 · Finlandia | 3.ª           | 2020          | 1  | 1 | -  | - | - | - | 1   | 1 | 1    |
| Klubi-04 · Finlandia | 2.ª           | 2021          | 3  | 0 | -  | - | - | - | 3   | 0 | 0    |
| Klubi-04 · Finlandia | Total         | Total         | 4  | 1 | 0  | 0 | 0 | 0 | 4   | 1 | 0,25 |
| HJK Helsinki · Finlandia | 1.ª           | 2020          | 17 | 0 | 5  | 0 | - | - | 22  | 0 | 0    |
| HJK Helsinki · Finlandia | 1.ª           | 2021          | 13 | 0 | 2  | 0 | 2 | 0 | 17  | 0 | 0    |
| HJK Helsinki · Finlandia | Total         | Total         | 30 | 0 | 7  | 0 | 2 | 0 | 39  | 0 | 0    |
| Rochester Rhinos Estados Unidos | 3.ª           | 2022          | 24 | 1 | 3  | 0 | - | - | 27  | 1 | 0,04 |
| Rochester Rhinos Estados Unidos | Total         | Total         | 24 | 1 | 3  | 0 | 0 | 0 | 27  | 1 | 0,04 |
| Total carrera | Total carrera | Total carrera | 99 | 2 | 10 | 0 | 2 | 0 | 111 | 2 | 0,01 |
| (1) Incluye datos de Copa de Finlandia. (2) Incluye datos de Liga Europa Conferencia de la UEFA. (3) No incluye goles en partidos amistosos. |               |               |    |   |    |   |   |   |     |   |      |

## Palmarés

### Campeonatos nacionales
| Título            | Club         | País      | Año  |
| ----------------- | ------------ | --------- | ---- |
| Copa de Finlandia | HJK Helsinki | Finlandia | 2020 |
| Veikkausliiga     | HJK Helsinki | Finlandia | 2020 |
| Veikkausliiga     | HJK Helsinki | Finlandia | 2021 |